# AvaTrade
AvaTrade es un bróker del mercado de divisas (Forex) y contratos por diferencia (CFD) situado en Dublín, Irlanda. La compañía ofrece trading en numerosos mercados, incluyendo divisas, materias primas, índices bursátiles, acciones, fondos cotizados, opciones, criptomonedas y bonos a través de sus plataformas de comercio y aplicación móvil.

## Historia
AvaTrade fue fundada como Ava FX en 2006 por Emanuel Kronitz, Negev Nosatzki y Clal Finance Ltd. En la fundación de la empresa, Kronitz y Nosatzki guiaron a AvaGroup, un grupo de financieros profesionales que estaba aspirando crear un bróker de Forex orientado al servicio de cliente. En 2013, AvaFX cambió su nombre a AvaTrade, para reflejar la expansión de la compañía más allá de los servicios de corretaje de divisas a una gama más amplia de servicios financieros, incluyendo acciones, índices (incluyendo Promedio Industrial Dow Jones y S&P 500), materias primas y bonos. Desde 2013, AvaTrade ha tenido más de 200.000 cuentas de clientes registrados en más de 150 países, ejecutando más de 2 millones de órdenes por mes.
En julio de 2010, AvaTrade adquirió a ArtCo, un bróker de Forex Japonés.[cita requerida] En marzo de 2011, la compañía adquirió los clientes no americanos del bróker eForex. En junio de 2011, adquirió los clientes y los bienes de clientes fuera de la Unión Europea de Finotec Trading UK Limited. En julio de 2014, AvaTrade confirmó que ha adquirido los clientes australianos de YouTradeFX, un bróker con sede en Sídney.
En 2015, Playtech intentó adquirir AvaTrade, pero el acuerdo fue bloqueado por las preocupaciones del regulador irlandés.

## Operaciones

### Localizaciones
AvaTrade tiene su sede en Dublín, Irlanda, con su compañía propietaria en las Islas Vírgenes Británicas, y con oficinas y centro de ventas en España, Tokio (Japón), Milán (Italia), París (Francia), Sídney (Australia), Shanghái (China) y Ulán Bator (Mongolia).

### Regulación
AvaTrade es una empresa regulada en la Unión Europea por el Banco Central de Irlanda, en Australia por la Australian Securities and Investments Commission (ASIC), en las Islas Vírgenes Británicas por la British Virgin Islands Financial Services Commission, en Sudáfrica por la Financial Services Board (FSB) y en Japón por la Financial Services Agency (FSA), la Asociación de Futuros Financieros y la Asociación de Mercados de Futuros. La compañía ofrece sus servicios a los traders de todos los países del mundo con excepción a los Estados Unidos, Bélgica y Nueva Zelanda. Sus mercados más fuertes son la Unión Europea, Medio Oriente y Asia.

## Productos y plataformas
AvaTrade ofrece operaciones de trading principalmente a través de las plataformas MetaTrader 4 (MT4), AvaTradeGO y AvaOption. Las plataformas de negociación se ofrecen como aplicaciones basadas en navegadores y móviles. La compañía también ofrece plataformas de negociación automatizada a través de ZuluTrade y el servicio de Señales MQL5.
En abril de 2013, AvaTrade lanzó AvaOptions, una plataforma de negociación que permite a los clientes comprar y vender opciones tradicionales sobre divisas y ejecutar las estrategias de inversión y cobertura más complejas.
En agosto de 2013, AvaTrade se convirtió en el segundo bróker que ofrece el trading de bitcoin en línea, lanzando el CFD sobre bitcoin sus plataformas de trading.
En febrero de 2014, la compañía lanzó el HushTrade.com, un sitio web educativo que ofrece a sus clientes asesoramiento estratégico, materiales de capacitación y otros contenidos de operadores profesionales. Más tarde,[¿cuándo?] el portal web fue renombrado a SharpTrader.com.[cita requerida]

## Críticas
En mayo de 2016, la Comisión de los Valores de Columbia Británica en Canadá ha advertido contra AvaTrade porque la compañía no está regulada en la provincia.
En mayo de 2017, la Autoridad de los Valores de Israel impuso una multa de 150.000 ILS (42.000 USD) al subsidiario de AvaTrade en este país.
En agosto de 2017, la Financial Services and Markets Authority de Bélgica y el bróker llegaron a un acuerdo del pago de 175.000 € porque AvaTrade ha estado proporcionando servicios financieros en la país sin cumplir todos los requisitos legales.
En abril de 2018, la Autoridad de Asuntos Financieros y de Consumidores de Saskatchewan emitió una advertencia contra la compañía debido a operar una plataforma en línea no registrada.